# Marc Andreessen

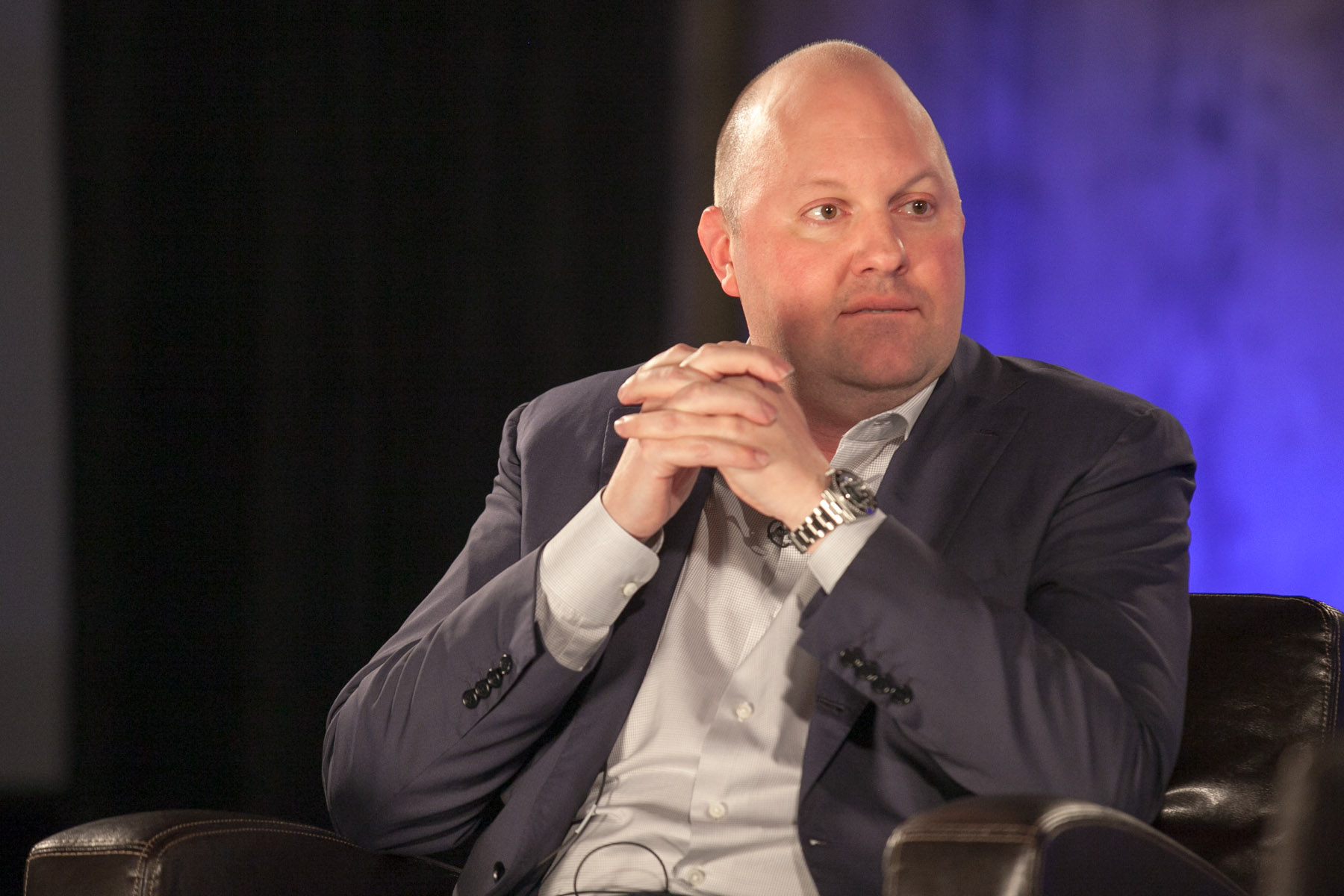
Marc Andreessen (2013)

Marc Andreessen (* 9. Juli 1971 in Cedar Falls, Iowa) ist ein US-amerikanischer Softwareentwickler, Unternehmer und Investor.
Andreessen ist Mitbegründer des Unternehmens Netscape Communications und Softwareentwickler von Mosaic, einem der ersten international weit verbreiteten Webbrowser, zudem Mitbegründer der Onlineplattform Ning sowie darüber hinaus Mitgründer und Partner des Wagniskapital-Unternehmens Andreessen Horowitz mit Sitz in Menlo Park in Kalifornien.
Andreessen sitzt auch im Aufsichtsrat der Firmen Room to Read, Meta Platforms Inc., Oculus VR sowie anderer Unternehmen und er war Geschäftsführer des Softwareunternehmens Opsware, das 2007 von Hewlett-Packard (HP) aufgekauft wurde.

## Leben und Wirken
Marc Andreessen wurde in Cedar Falls in Iowa geboren und wuchs in New Lisbon, Wisconsin auf. Seinen Bachelor bekam er nach einem Studium der Informatik an der University of Illinois at Urbana-Champaign. Danach arbeitete er einen Sommer bei IBM in Austin, Texas, sowie am National Center for Supercomputing Applications (NCSA), wo er die Ideen von Tim Berners-Lee für das World Wide Web kennenlernte. Andreessen und Eric Bina, eine Vollzeitkraft des Instituts, arbeiteten gemeinsam an einem benutzerfreundlichen Browser mit grafischen Möglichkeiten, der auf möglichst vielen Systemen arbeiten sollte. Das Ergebnis der Arbeit war der Mosaic-Browser, der durch Andreesens anspruchsvollen Support bekannt und populär wurde.
Nach seinem Studienabschluss im Jahr 1993 ging Andreessen nach Kalifornien und arbeitete bei Enterprise Integration Technologies. Hier traf er auf James H. Clark, den Gründer von Silicon Graphics, der in Mosaic ein großes wirtschaftliches Potential sah und die Gründung eines Unternehmens zur Vermarktung anregte. 1994 gründeten beide in Mountain View (Kalifornien) die Mosaic Communications Corporation, deren Vizepräsident Andreessen wurde. Da die University of Illinois der Nutzung des Namens „Mosaic“ nicht zustimmte, benannte man das Unternehmen in Netscape Communications Corporation um und entwickelte den Browser Netscape Navigator. Andreessen engagierte sich in der Folge für eine möglichst weite öffentliche Verbreitung des Programms, das im Internet gratis zur Verfügung gestellt wurde.
1995 erfolgte der Börsengang von Netscape. Bedingt durch den Erfolg des Unternehmens stieg auch das Softwareunternehmen Microsoft in das neu erkannte Geschäft Internet ein, lizenzierte den Quelltext des Mosaic-Browsers von Spyglass, einer Firmengründung der University of Illinois, und entwickelte daraus den Internet Explorer. Der nachfolgende Konkurrenzkampf der beiden Browserhersteller führte zum so genannten Browserkrieg, in dem letztendlich der Netscape-Browser von seiner Position als Marktführer verdrängt wurde. Im Jahr 1999 wurde Netscape für 4,2 Milliarden US-Dollar von AOL gekauft, Andreessen wurde zum technischen Vorstand des Unternehmens. Im selben Jahr verließ er AOL und gründete Loudcloud, die 2001 an die Börse ging und sich nach dem Verkauf ihres Servicesegments an Electronic Data Systems in Opsware umbenannte.
Seit 2009 entwickelte Andreessen mit den früheren Partnern Eric Vishria und Tim Howes den Webbrowser RockMelt. Rockmelt wurde Ende 2013 durch das Internetunternehmen Yahoo! übernommen, die Entwicklung von Rockmelt und weiteren Webapps wurde daraufhin zum 31. Dezember 2013 eingestellt.
Mit der von ihm und Ben Horowitz 2009 gegründeten Venture-Capital-Gesellschaft Andreesen Horowitz investierte Andreessen in mehrere Internet-Startups, darunter den Microblogging-Dienst Twitter, den Anbieter für Social Bookmarks Digg sowie die Community-Plattform Ning, deren Mitgründer er 2005 war.

## Politische Positionen
Am 16. Oktober 2023 veröffentlichte Andreessen auf der Webseite seines Unternehmens einen als The Techno-Optimist Manifesto („Das Techno-Optimistische Manifest“) betitelten Text, der technologischen Fortschritt und Individualität als Maximen anpreist. Neben zahlreichen literarischen Verweisen werden zahlreiche Gruppen und Prinzipien als „Feinde“ dieser Zukunftsvision benannt, darunter die Sustainable Development Goals (SDG) der Vereinten Nationen (UN), Corporate Social Responsibility (CSR), Risikomanagement, das Vorsorgeprinzip, sowie die Grenzen des Wachstums. Abschließend empfiehlt er die Lektüre zahlreicher akzelerationistischer und wirtschaftslibertärer Autoren, aber auch vereinzelter sozialdemokratisch eingestellter Personen und Naturwissenschaftler.

## Sonstiges
Zeitweise beschrieb sich Andreessen auf seinem „X“-Profil (ehemals twitter) als „Cyberpunk-Aktivist, Verfechter der Varianz, TESCREAList“. Er bekannte sich auch zum „effektiven Akzelerationismus“.

## Auszeichnungen
- 1997: W. Wallace McDowell Award (zusammen mit Eric Bina)
- 2013: Queen Elizabeth Prize for Engineering[7]